# La descendència de l'home i sobre la selecció en relació amb el sexe
La descendència de l'home i sobre la selecció en relació amb el sexe (The Descent of Man, and Selection in Relation to Sex) és un llibre del naturalista anglès Charles Darwin, que es va publicar per primera vegada el 1871. En ell s'aplica la teoria de l'evolució a l'evolució humana i hi detalla la seva teoria de la selecció sexual, una forma d'adaptació biològica diferent, però interconnectada amb la selecció natural. Aquest llibre debat diversos temes relacionats, incloent la psicologia evolutiva, l'ètica evolutiva, les diferències entre les races humanes, entre els sexes, el paper dominant de les femelles en l'escolliment de les parelles i la rellevància de la teoria evolutiva en la societat.
Moltes de les il·lustracions van ser fetes per T. W. Wood, el qual també il·lustrà l'obra de Wallace, The Malay Archipelago (1869).

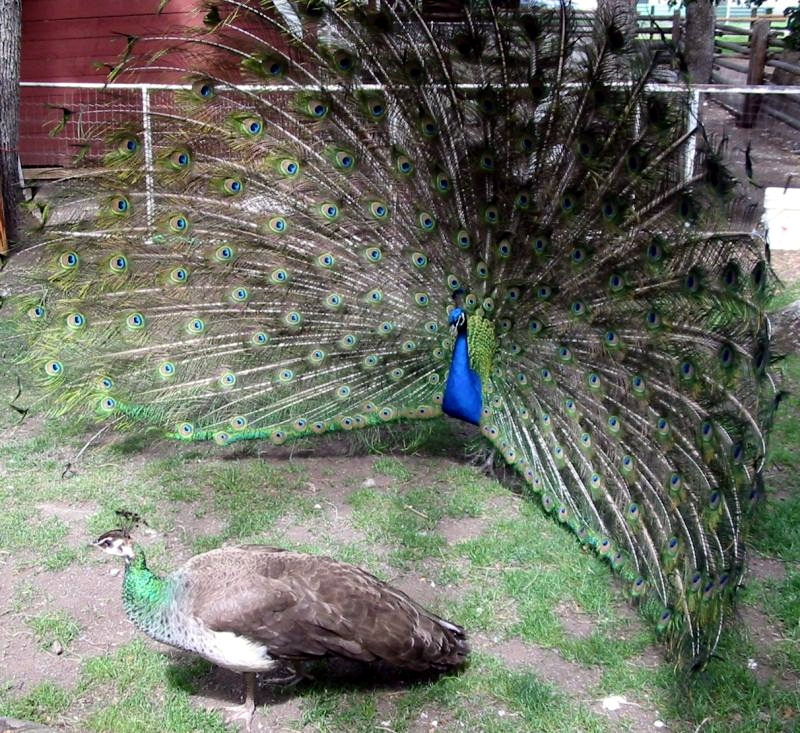
Darwin sostenia que la femella del paó reial escollia la seva parella segons el millor plomatge.

## Efecte en la societat
El gener de 1871, el deixeble de Thomas Huxley St. George Mivart, havia publicat On the Genesis of Species, una crítica de la selecció natural en un article anònim anomenat Quarterly Review.